# Alexis de Tocqueville
Alexis Henri Charles de Clérel, conte de Tocqueville (n. 29 iulie 1805, Paris, Franța – d. 16 aprilie 1859, Cannes, Provence-Alpes-Côte d'Azur, Franța) a fost un gânditor politic, istoric și scriitor francez.
Filosoful, sociologul și politologul Raymond Aron a pus în evidență aportul său la dezvoltarea sociologiei.

## Biografie
Alexis de Tocqueville s-a născut, într-o familie de nobili normanzi, salvată de la eșafod de evenimente din 9 Thermidor⁠(d).  Educat de un abate jansenist, el a absolvit colegiul din Metz în 1823, a studiat dreptul la Paris între anii 1824-1826. Călătorește în Italia (1826-1827) în compania fratelui său Edouard, unde Tocqueville este numit juge-auditeur la Versailles.  A participat la cursul de istorie a lui François Guizot împreună cu prietenul său Gustave de Beaumont⁠(d), cursuri ținute la Sorbona.
Mai târziu publică cursurile cu titlu Histoire de la civilisation en Europe. În august 1830, el se raliază noului regim, pe urmă în aprilie a anului următor, pleacă, însoțit de Beaumont, într-o misiune de cercetare, care avea drept obiect regimul penitenciar din Statele Unite și care se va încheia în martie 1832, așadar Tocqueville a petrecut nouă luni în America, călătorie care a reprezentat sursa de inspirație a celor două volume ale operei sale Despre democrația din America (1835, 1840). Primul volum i-a adus o largă recunoaștere și alegerea sa ca membru al Academiei Franceze. În luna mai 1832, Tocqueville demisionează din postul său de la Versailles, din solidaritate cu Gustave de Beaumount, care fusese revocat.
Proeminent om de litere, deputat în timpul Monarhiei din Iulie și participant important la instaurarea celei de-a Doua Republici, Tocqueville s-a retras din politică după lovitura de stat a lui Louis Bonaparte. Volumul său Vechiul regim și revoluția a fost publicat în 1856, cu trei ani înainte de moartea sa, survenită la vârsta de 54 de ani.
Versiunea lui Tocqueville despre liberalismul politic a influențat profund opoziția în timpul imperiului. Această influență a slăbit odată cu crearea celei de-a Treia Republici, întrucât lucrările lui Tocqueville eludau canoanele disciplinare și crezurile politice ale pozitivismului și etatismului specifice acelui regim. Opera sa s-a bucurat de o puternică renaștere în a doua jumătate a secolului al XX-lea, în special după declinul marxismului.
Tocqueville folosește, în general, termenul de „democrație” ca un termen mai degrabă social decât politic, pentru a se referi la o societate caracterizată de egalitatea condițiilor sociale (fără o aristocrație privilegiată, cu cariere deschise tuturor cetățenilor) și de diferite sentimente la care această egalitate dă naștere.

## Opera
- 1833 - Du système parlementaire aux États-Unis et de son application en France, cu colaborarea lui Gustave de Beaumont⁠(d) („Despre sistemul parlamentar al Statelor Unite și aplicarea sa în Franța”)
- 1840 - Quinze jours dans le désert („Cincisprezece zile în deșert”)
- 1835, 1840 - De la démocratie en Amérique („Despre democrația din America”), lucrare în care a abordat și promovat ideea folosirii terminologiei de excepționalism american
- 1856 - L'Ancien Régime et la Révolution („Vechiul regim și revoluția”)